# Сергеев, Михаил Егорович
Михаил Егорович Сергеев (28 января 1924, Русский Тимерлек, Старо-Альметевская волость, Чистопольский кантон, Татарская АССР, РСФСР, СССР — 19 августа 1991, Нефтекумск, Ставропольский край) — старшина Советской Армии, участник Великой Отечественной войны, Герой Советского Союза (1945).

## Биография
Михаил Сергеев родился 28 января 1924 года в крестьянской семье в деревне Верхний Темерлик (ныне Русский Тимерлек, Нурлатский район, Татарстан). После раскулачивания его отца в 1930 году Михаила, вместе со всей семьёй, этапировали в посёлок Пыра Горьковской области.
5 ноября 1932 года отца Сергеева вновь арестовали и 19 января 1933 года приговорили к 10 годам концлагерей (реабилитирован в 1991 году). Однако, к счастью, Михаила не исключили из школы, и он смог её закончить в 1938 году. Вскоре смышленого паренька приняли на торфопредприятие завода № 80 им. Я. М. Свердлова учеником нормировщика.
Во время Великой Отечественной войны Михаила долгое время не брали в армию, так как он был сыном «врага народа». Однако в апреле 1944 года он поехал в Кривой Рог, где сумел записаться добровольцем в Рабоче-крестьянскую Красную Армию. С августа того же года — на фронтах Великой Отечественной войны, воевал заряжающим орудия 3-го мотострелкового батальона 44-й мотострелковой бригады 1-го танкового корпуса 2-й гвардейской армии 1-го Прибалтийского фронта. Участвовал в сражениях на территории Литовской ССР.

### Подвиг и дальнейшая служба
В августе 1944 года расчёт Сергеева участвовал в боях на высоте у деревни Кужяй. 18 августа 1944 года он отразил несколько немецких контратак, нанеся противнику большие потери. На следующий день Сергеев с товарищами подбил 4 танка противника. Когда из строя выбыли наводчик и замковый, он продолжал в одиночку вести огонь, подбив самоходную артиллерийскую установку «Фердинанд». После выхода из строя орудия Сергеев продолжал сражаться гранатами и автоматами. Всего же в тех боях расчёт Сергеева уничтожил 12 единиц бронетехники и порядка 150 вражеских солдат и офицеров.
Указом Президиума Верховного Совета СССР от 24 марта 1945 года за «мужество, отвагу и героизм, проявленные в борьбе с немецкими захватчиками», красноармеец Михаил Сергеев был удостоен высокого звания Героя Советского Союза с вручением ордена Ленина и медали «Золотая Звезда» за номером 8570.
Участвовал в советско-японской войне.

### После войны
В 1946 году в звании старшины Сергеев был демобилизован и вернулся на Пыру.
В 1952 году был направлен на учёбу в Харьковское пожарно-техническое училище, после окончания которого переехал в Кисловодск, где работал в пожарной охране. Позднее переехал в Нефтекумск,где работал на НГПЗ в должности начальника газоспасательной службы с которой ушел на пенсию.Состоял в браке с Сергеевой Галиной Ивановной 1927 года рождения.Сын- Сергеев Сергей Михайлович 1957 года рождения, майор авиации.
Сергеев Михаил Егорович умер 18 августа 1991 года, похоронен в Нефтекумске.
Был также награждён орденом Отечественной войны 1-й степени и рядом медалей.

## Память
- В честь Михаила Сергеева в Дзержинске (Нижегородская область) и Нурлат (Татарстан) установлены бюсты[2][1].
- В его честь была названа гимназия в городе Нурлат[1].